# 西ヶ谷恭弘
西ヶ谷 恭弘（にしがや やすひろ、1947年 - 2025年1月1日）は、日本の城郭研究者。

## 来歴・業績
神奈川県横浜市出身。専修大学法学部卒。東京大学文学部大学院国史研究生となる。
月刊『歴史手帖』編集長、東京都荒川区史編纂委員、東京都舟番所発掘調査団長を歴任。その後、立正大学講師、日本城郭史学会代表、日本城郭資料館長、朝日カルチャーセンター常任講師を務めた。
2025年1月13日、日本城郭史学会が公式サイトにて西ヶ谷が同年元日に死去したことを告知した。77歳没。

## 業績
- 自伝によれば（『図解雑学 織田信長』）、戦国史研究会に所属。歴史学者の杉山博（東京大学名誉教授）に師事し、史料の分析方法を学んだという。
- 一方、城郭史の研究者としての著書と論文が多く、日本城郭史学会代表として、また夥しい数の著書があって、日本の城郭史研究に一石を投じるとともに、一般への啓蒙を促したと評価できる。

## 著書
- 神奈川の城（全3巻）- 朝日新聞社、 1967年
- 日本城郭全集（4巻、15巻、別巻） - 人物往来社、1967～1969年
- 城郭 - 日本城郭資料館、1969年
- 日本名城100選 - 秋田書店、1971年
- 名城 - 新人物往来社、1969年
- 日本名庭100選 - 大橋治三共著、秋田書店、1976年
- 日本城下町100選 - 後藤美恵子共著、秋田書店、1980年
- 城～日本編（万有ガイド・シリーズ） - 小学館、1982年4月
- 日本城郭古写真集成 - 小学館、1983年12月
- 城郭 日本史小百科 - 近藤出版社、1988年3月
- 新・日本名城100選（新100選シリーズ） - 秋田書店、1991年4月
- 日本の城～復原図譜 - 香川元太郎共著、理工学社、1992年1月
- 城郭 日本史小百科 - 東京堂出版、1993年5月
- 城郭古写真資料集成 - 理工学社

東国編（1995年2月）、西国編（1995年4月）
- 戦国の城（目で見る築城と戦略の全貌 歴史群像デラックス版） - 学研マーケティング、1995年2月

上巻：関東編、中巻：西国編、下巻：中部・東北編、別巻：総説編
- 日本の城ポケット図鑑 ―～天守現存の城から土塁・石垣の城址まで全国165城 - 主婦と生活社、1995年4月
- 復原戦国の風景～戦国時代の衣・食・住 - PHP研究所、1996年4月
- 秀吉の城～戦国を制した太閤の城郭その築城と戦略（ビッグマンスペシャル） - 日本城郭史学会、世界文化社、1996年7月
- 日本の城 ～「戦国～江戸」編（ビッグマンスペシャル） - 香川元太郎共著、世界文化社、1997年7月
- 国別守護・戦国大名事典 - 東京堂出版、1998年9月
- 国別戦国大名城郭事典 - 東京堂出版、1999年12月
- 「物づくり」に見る日本人の歴史（全4巻） - あすなろ書房

1.日本人は「木」で何をつくってきたか（2000年2月）、2.日本人は「石」で何をつくってきたか（2000年5月）
3.日本人は「鉄」で何をつくってきたか（2000年6月）、4.日本人は「水」をどのように利用してきたか（2000年4月）
- 定本日本城郭事典 - 秋田書店、2000年9月
- 考証織田信長事典 - 東京堂出版、2000年9月
- 日本の城郭を歩く～古写真が語る名城50（JTBキャンブックス） - JTBパブリッシング、2001年7月
- 図解雑学 織田信長 - ナツメ社、2002年1月
- 前田利家～北陸の覇者 - 三木範治共著、JTBパブリッシング、2002年2月
- 衣食住にみる日本人の歴史 - あすなろ書房

1.私たちの暮らしのルーツ（2002年2月）、2.王朝貴族の暮らしと国風文化（2002年2月）、
3.戦乱の時代を生きた人びと（2002年3月）、
4.江戸市民の暮らしと文明開（2002年4月）、5.目でみる暮らしの日本史（2002年4月）
- 国別城郭・陣屋・要害・台場事典 - 東京堂出版、2002年7月
- 城郭みどころ事典（西国編）（東国編） - 光武敏郎共著、東京堂出版、2003年9月
- 名城を歩く（歴史街道スペシャル） - PHP研究所

12.会津若松城（2003年11月）、13.安土城（2004年1月）、14.首里城（2004年2月）、15.和歌山城（2004年3月）
16.高松城・丸亀城（2004年4月）、17.岡山城（2004年5月）、18.小田原城（2004年6月）、19.広島城（2004年7月）
20.二条城（2004年8月）、21.備中松山城（2004年9月）、22.五稜郭（2004年10月）
- 名城の日本地図 - 日ビ貞夫共著、文芸春秋、2005年03月
- 城郭の見方・調べ方ハンドブック - 笹崎明共著、東京堂出版、2008年6月
- 日本の名城～古写真で蘇る（楽学ブックス）1.東国編、2.西国編 - JTBパブリッシング、2008年10月
- ぶらり！東京近郊の名城・古城 - PHP研究所、2008年10月
- 日本の城～透視＆断面イラスト - 香川元太郎共著、世界文化社 - 2009年6月
- 江戸城 ～その全容と歴史 - 東京堂出版、2009年9月
- 古絵葉書でみる日本の城 - 後藤仁公共著、東京堂出版、2009年10月
- 日本の名城～城郭絵図面付き（別冊宝島） - 宝島社、2009年10月
- 名城を歩く（PHPムック 新装版） - PHP研究所

1.姫路城（2009年10月）、2.熊本城（2009年10月）、3.金沢城（2009年11月）、4.伊予松山城（2009年11月）
5.彦根城（2009年12月）、6.高知城（2009年12月）、7.松本城（2010年1月）、8.若松城（2010年1月）
9.江戸城（2010年2月）、10.大坂城（2010年2月）、11.名古屋城（2010年3月）、12.弘前城（2010年3月）
- 地図の読み方事典 - 池田晶一共著、東京堂出版、2009年12月
- ニッポンの城～城で語る13人の戦国武将戦国武将と城（エイムック）- エイ出版社、2010年1月
- ニッポンの城～全国の城を徹底網羅！！ - エイ出版社、2011年3月
- 鳥瞰イラストでよみがえる日本の名城 - 荻原一青画、世界文化社、2011年4月
- 日本名城図鑑　同一縮尺で見る城郭規模の比較 - 理工学社 (1993/12/1)